# ムバーラク (右丞)
ムバーラク（モンゴル語: Mubārak、生没年不詳）は、大元ウルスに仕えた官僚の一人。『元史』などの漢文史料における漢字表記は木八剌（mùbālà）。

## 概要
ムバーラクが始めて史料上に現れるのは1303年（大徳7年）のことで、同月3月2日に大元ウルス各地に奉使宣撫が派遣され、江西・福建方面にはムバーラクと陳英が派遣された。同年、ムバーラクと陳英の提起によって中書省では『大元聖政国朝典章』の編纂が始まった。同年には両浙江東道奉使宣撫のテレ・トゴン、戎益によって『大元丙子平宋録』が編纂されており、『元典章』の編纂は設立されたばかりの奉使宣撫の記念事業としての側面もあったと考えられる。
1310年代、大元ウルスでは皇太后ダギとその親任を得たテムデルが政治の実権を握り、ブヤント・カアン（仁宗アユルバルワダ）はお飾りの皇帝となっていた。1320年（延祐7年）初頭にブヤント・カアンが死去するとその子のシデバラがゲゲーン・カアンとして即位したが、引き続きダギとテムデルによって政治は壟断されたままであった。同年2月、テムデルは政敵であるウバイドゥッラー、エリク・カヤらを地方に飛ばし、その代わりに趙世栄を平章政事に、ムバーラクを中書右丞に、張思明を中書左丞にそれぞれ抜擢し、政府高官を自派の者に入れ替えた。
しかし、同年5月にゲゲーン・カアンは自らの廃位を企んだとしてダギ-テムデルと近しいシレムン・ハサンらを処刑し、ダギ-テムデルの言いなりにはならない姿勢を示した。このような流れの中で、同年12月にテムデルによって取り立てられたムバーラクを罷免して右丞となったのがジルカラン、江南浙西道廉訪使から中書参知政事に昇格となったのが薛処敬であった。以後のムバーラクの事蹟は記録がない。